# Ovalbumine

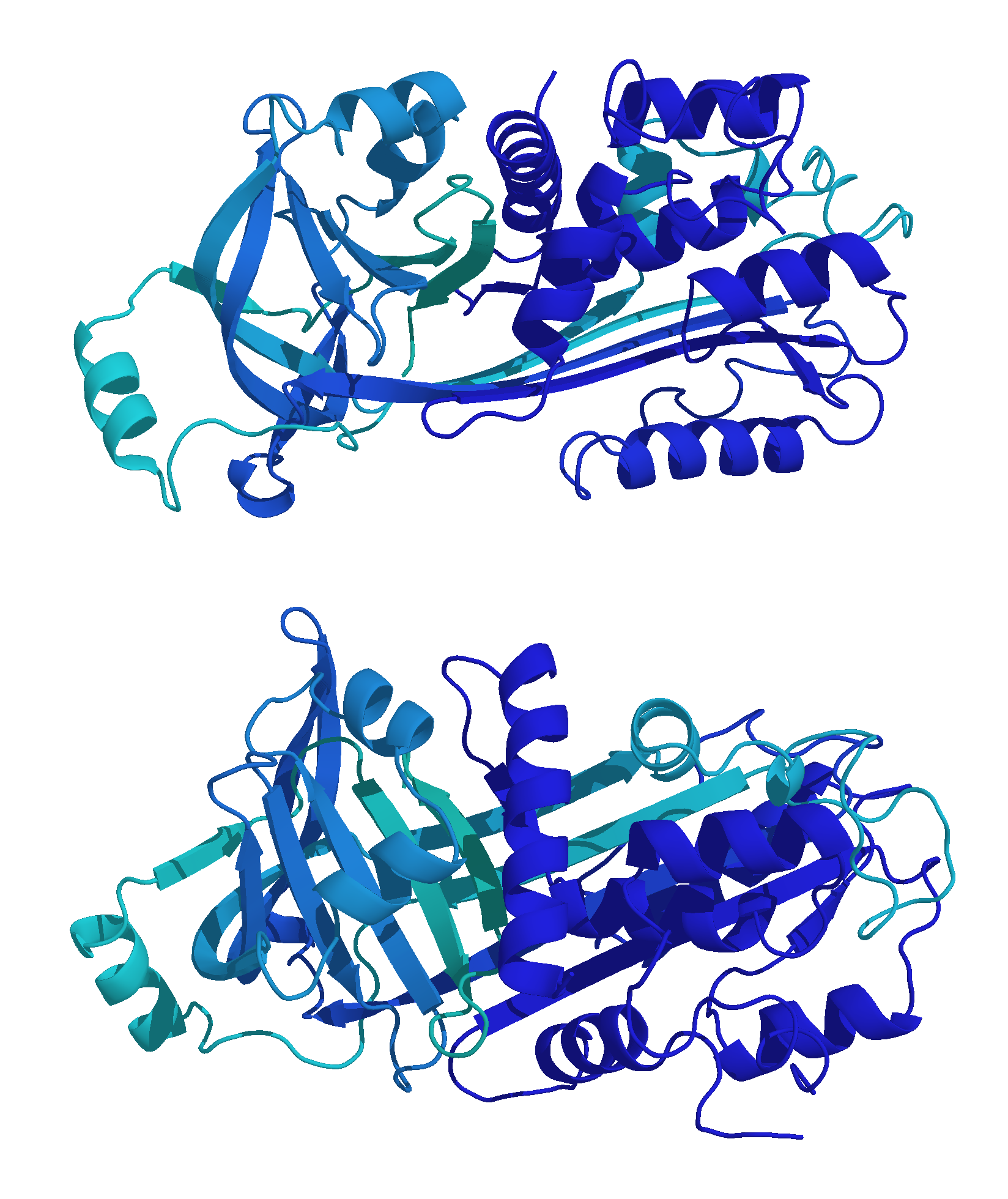
Ovalbumine van twee kanten bekeken

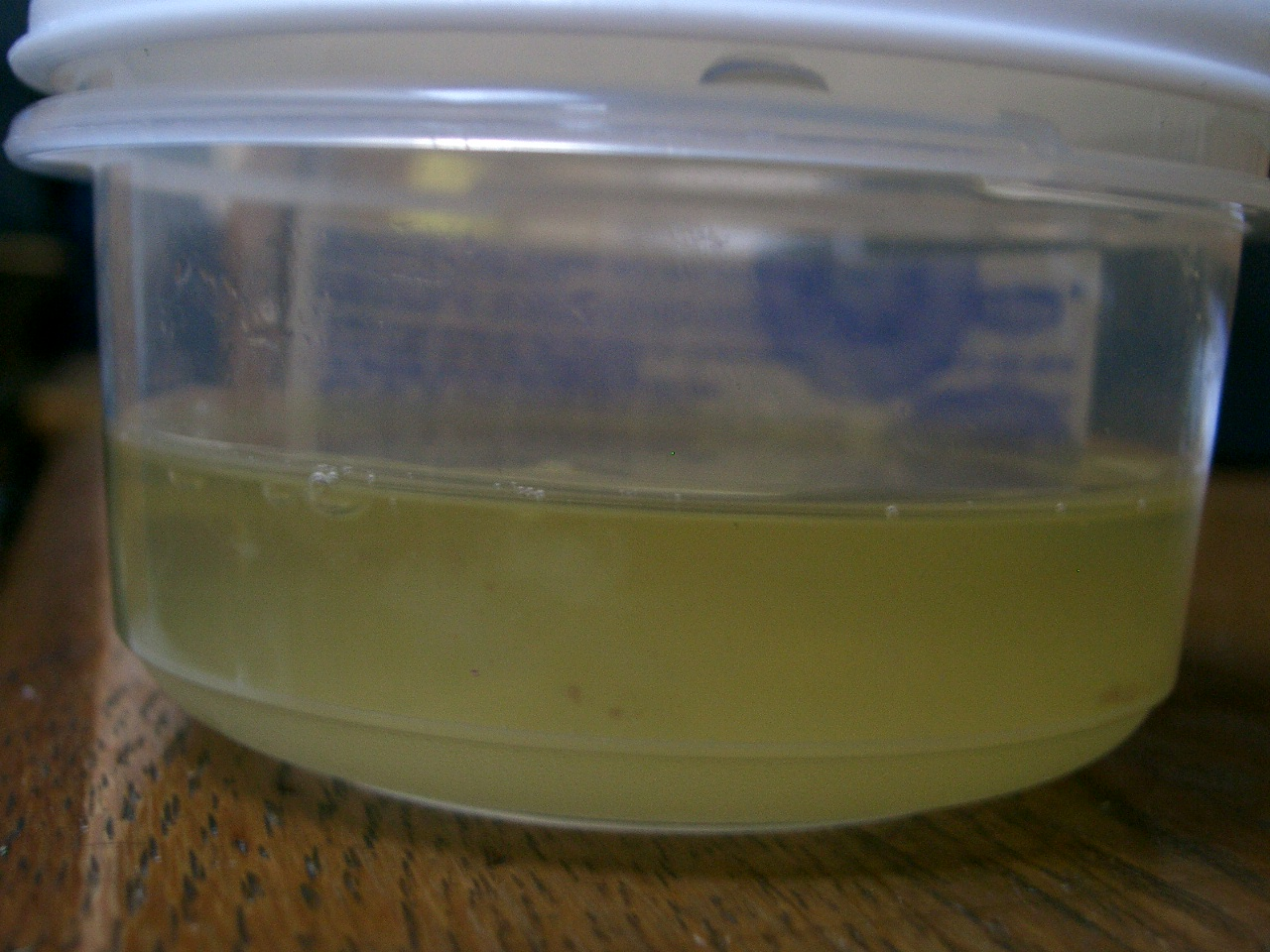
Eiwit in een plastic bakje

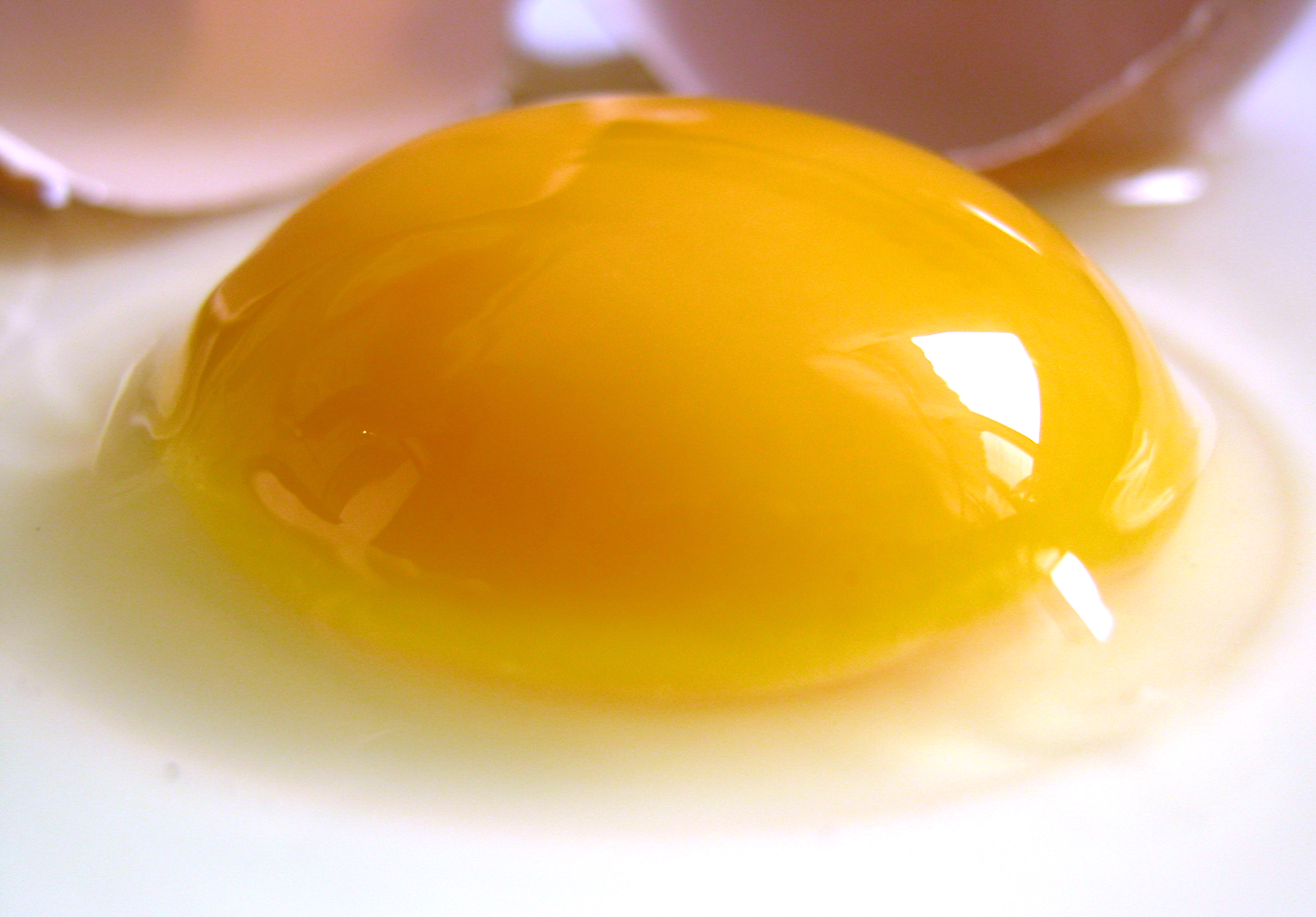
Eierdooier omgeven door eiwit

Ovalbumine is een eiwit en het hoofdbestanddeel van het eiwit in een ei (55–65 procent). Het vermoeden bestaat dat het een opslageiwit is. Ovalbumine behoort tot de serpinen. In tegenstelling tot andere serpinen is ovalbumine echter niet in staat serinproteasen te inhiberen.

## Geschiedenis
Het ovalbumine van kippen was (na het hemoglobine in 1870) het tweede eiwit dat zuiver en in kristallijne vorm werd gewonnen. Het gelukte Franz Hofmeister in 1889 met een neerslagreactie in een ammoniumsulfaatoplossing het zuivere ovalbumine te verkrijgen en daaruit kristallen te kweken. De naam kreeg het eiwit pas in 1900 van Osborne en Campbell.

## Eigenschappen
Het ovalbumine van kippen stolt bij 84,5 °C.
Ovalbumine is hydrofoob.
Ovalbumine kan bij mensen een allergie veroorzaken.

## Biosynthese
Het gen voor ovalbumine ligt bij de kip (Gallus gallus domesticus) op chromosoom 2 en is 8 exon en 5900 baseparen (5,9 kbp) groot. Het transcriptie mRNA bevat 1392 basen en na de translatie en verdere posttranslationele modificatie wordt het 385 aminozuren lange ovalbumine met een molecuulmassa van 42,8 kDa gevormd. De aminosequentie van het kippenovalbumine werd in 1981 volledig in kaart gebracht.

## Gebruik
Ovalbumine is belangrijk voor het eiwitonderzoek, omdat het veel voorhanden is. Het is gebruikt voor het onderzoek voor het ontwikkelen van technieken voor de meting van de molaire massa en voor het onderzoek naar de eiwitstructuur. Verder wordt het gebruikt bij de immunologie voor het oproepen van een allergische reactie.
Vanaf medio 19e eeuw werd dit eiwit gebruikt in de fotografie. Het papier waarop werd afgedrukt werd voorzien van een laag albumine. De techniek wordt daarom albuminedruk genoemd.